# Ajolote
Ajolote (Bipes biporus) er en ormeøgle fra familien Bipedidae, der er endemisk til Baja California, Mexico . Den er en af fire arter af Amphisbaenia der har ben. Det bør ikke forveksles med Axolotl, en salamander (Ambystoma mexicanum), som normalt kaldes ajolote på spansk.